# Gaztea
Gaztea (« jeune », en basque) est une station de radio publique espagnole appartenant au groupe EiTB, entreprise de radio-télévision dépendant du gouvernement de la communauté autonome du Pays basque.

## Présentation
Lancée le 21 mars 1990, sous le nom « Euskadi Gaztea », cette station essentiellement musicale s'adresse en priorité, comme son nom l'indique, à un public jeune. Sa grille des programmes est composée d'émissions thématiques, proposant de découvrir notamment des genres musicaux connus (électro, dance, rock...) ou plus confidentiels. Parmi les émissions les plus populaires figurent ainsi « Top Gaztea », « Global Funk » ou « Cool Klub ». Toutes sont diffusées en basque. En 2010, la station comptait 89 000 auditeurs réguliers au Pays basque espagnol, la plaçant devant Los 40 Principales, station privée du groupe Prisa (84 000 auditeurs au Pays basque).
Gaztea est diffusée en modulation de fréquence (FM) dans l'ensemble de la communauté autonome d'Euskadi, en Navarre, au Pays basque français ainsi que dans les Landes jusqu'à Mimizan (sur le 103.5 FM depuis l'émetteur situé en haut du Jaizkibel). Elle est par ailleurs disponible sur la TDT (télévision numérique terrestre espagnole) et sur internet, via le site de EiTB.

## Fréquences
Alava
- Amurrio: 104.9 FM
- Samaniego: 99.1 FM
- Santa Cruz de Campezo: 105.0 FM
- Vitoria-Gasteiz: 96.1 FM

 Biscaye
- Bermeo: 96.8 FM
- Bilbao: 94.7 FM
- Karrantza: 100.2 FM
- Zeanuri - Ziortza-Bolibar: 91.2 FM
- Balmaseda: 93.6 FM

Guipuscoa
- Beasain: 102.9 FM
- Eibar: 90.3 FM
- Irun (Jaizkibel) - Pays basque français: 103.5 FM
- Saint-Sébastien: 103.1 FM
- Tolosa: 102.7 FM
- Bergara: 92.4 FM
- Zarautz: 102.8 FM

 Navarre
- Lesaka: 102.8 FM
- Isaba: 107.1 FM
- Monastère de Leyre: 102.6 FM
- Pampelune: 98.7 FM
- Tudela: 98.8 FM

### Sources
- (es) Cet article est partiellement ou en totalité issu de l’article de Wikipédia en espagnol intitulé « Gaztea » (voir la liste des auteurs).